# Nova Jerusalem

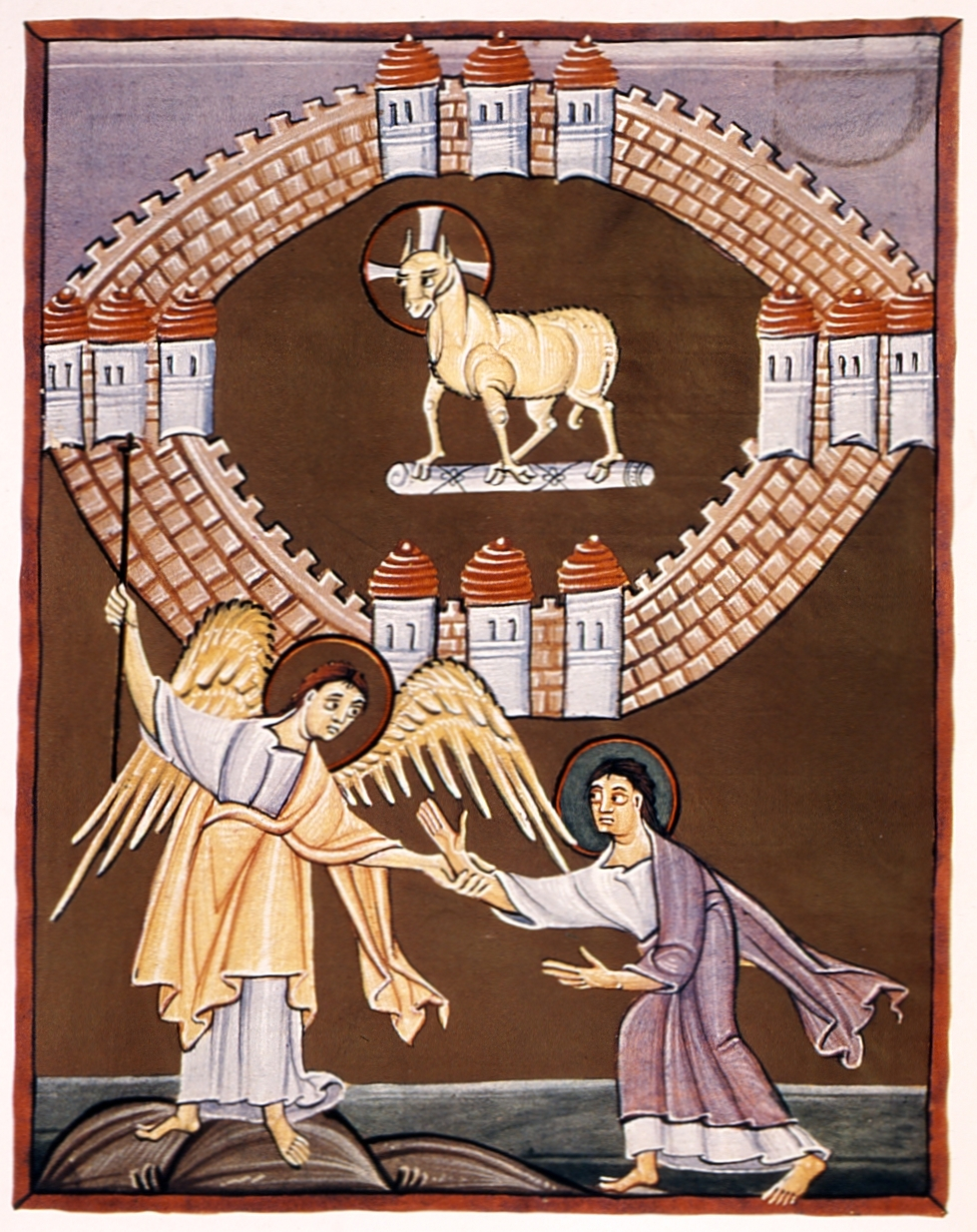
Nova Jerusalem, Il·lustració de l'Apocalipsi de Bamberg.

La Nova Jerusalem (també anomenada el tabernacle de Déu, ciutat sagrada, ciutat de Déu, i Jerusalem celestial, així com Jerusalem de dalt i Sió), a la Bíblia és una ciutat literal o figurada que simbolitza una reconstrucció física o restauració espiritual. Tal renovació de Jerusalem és un tema recurrent en el judaisme, el cristianisme, i la fe Baha'i. Com a tret prominent del llibre de l'Apocalipsi, la Nova Jerusalem manté un lloc important en l'escatologia la teologia i la filosofia cristiana.
Moltes tradicions en les religions jueva i cristiana, esperen que la renovació literal de Jerusalem tingui lloc a l'esplanada de les Mesquites d'acord amb diverses profecies bíbliques. D'altres tradicions, com ara, diverses denominacions protestants, el mormonisme, i les branques modernistes de la cristiandat i del judaisme reformat, veuen la Nova Jerusalem com figurativa, o creuen que aquesta renovació pot haver tingut lloc ja, o que tindran lloc en un lloc diferent de l'esplanada de les mesquites.

## Terminologia
El terme Nova Jerusalem apareix dues vegades en el Nou Testament, en els versets 3:12 i 21:2 del llibre de l'Apocalipsi. La paraulanova de Nova Jerusalem ve de la paraula grega kainos, que té un significat diferent de neos, l'altra paraula grega que significa nou. Neos es refereix a alguna cosa novament creada, mentre kainos significa alguna cosa renovada.

## Dimensions
En la revelació de l'Apocalipsi de Joan s'indica que les dimensions de la Nova Jerusalem serà de 12.000 estadis d'ample i igual dimensió de llarg i d'alçada (cada estadi segons la mida de l'antiguitat és de 185,20 metres del sistema mètric decimal actual) i 144 colzes l'alçada dels seus murs (la dimensió d'un colze en l'antiguitat, es determinava per la dimensió de l'extrem la mà cap al colze del mateix braç.) és a dir 2.222,4 km de llarg per 2.222,4 km d'ample i 70 metres d'alçada aproximadament.

## Orígens
L'any 167 aC, l'emperador Antíoc IV Epífanes va sufocar una revolta a Jerusalem i va imposar severes restriccions als jueus, la circumcisió, la celebració de festes i l'observança del dissabte es van prohibir totalment. Antíoc també va ordenar la crema de totes les còpies de la Torà i va obligar els jueus a menjar carn de porc. La pitjor calamitat va arribar amb la profanació del Temple, va instaurar un culte politeista abolint el culte del Senyor i va construir una estàtua d'una deïtat selèucida per l'altar del Temple de Jerusalem. Aquestes imposicions provocaren diferents revoltes jueves que perduraren durant diversos segles. Un altre efecte fou l'aparició de l'anomenada literatura apocalíptica representada especialment pel llibre d'Henoc, d'entre altres.
- El Llibre d'Henoc (capítols 85-90), fou una resposta a les persecucions de l'emperador selèucida Antíoc. L'autor visualitza una nova casa o Jerusalem celestial en substitució de la Jerusalem terrestre profanada pels gentils.
- El llibre de l'Apocalipsi de Joan és el més conegut i més esmentat dins del gènere de llibres apocalíptics. Ple de figures simbòliques, descriu la Nova Jerusalem baixant del cel com l'esposa de l'anyell.

## Essenis
Durant el mateix període, els Manuscrits de la Mar Morta contenen una tradició particular de la Nova Jerusalem. La secta jueva dels essenis també es va oposar al lideratge del Temple i del seu gran sacerdot. La seva condemna es va centrar a criticar als Summes Sacerdots que els Reis de Judà imposaven. Com a resposta a les imposicions estrangeres, els essenis de Qumran van predir en els seus escrits la re-unificació de les dotze tribus i juntes lluitarien contra els gentils invasors per finalment restablir la veritable adoració. Els textos se centren específicament en les dotze portes de la ciutat, i en les dimensions de la nova ciutat. En el papir 4Q554, les portes de Simeó, Josuè i Rubén que s'esmenten en aquest fragment simbolitzarien per l'autor les dotze tribus d'Israel.

## Montanisme
A partir de mitjan segle ii fins a la meitat del segle vi, l'antiga secta cristiana del montanisme, esperava que la Nova Jerusalem baixaria literalment a la terra sobre dos pobles de la regió de Frígia, Pepuza, així ho va profetitzar Quintil·la, i Tymion. Ambdós llocs van atraure multituds de pelegrins de tot l'Imperi Romà. Pepuza va ser la seu de l'església montanista i a on el seu patriarca hi residia. Les dones van tenir un paper important en el montanisme, servint com a sacerdots i bisbes. Al segle vi, aquesta església es va extingir.

## Catolicisme
En l'hermenèutica o sistema d'interpretació catòlica, la nova Jerusalem baixada del Cel significa a la Mare de Déu i a l'església conjuntament.
La Bíblia fa referència a la nova Jerusalem a Gàlates 4:26 com la mare de tots els creients. També ens mostra que la nova Jerusalem és la dona del xai (Ap 21:9-10) i que ella ens dona l'aigua de la vida juntament amb Déu Pare (Ap 22:17).

## Ortodòxia oriental
L'Església Ortodoxa Oriental ensenya que la Nova Jerusalem és la Ciutat de Déu que baixa del cel en la forma descrita pel Llibre de l'Apocalipsi. L'Església és una icona de la Jerusalem celestial.
L'Emperador Lalibela d'Etiòpia va construir la ciutat de Lalibela com una Nova Jerusalem reconstruïda en resposta a la captura musulmana de Jerusalem per les forces de Saladí l'any 1187 dC.

## Testimonis de Jehovà
Els Testimonis de Jehovà creuen que la Nova Jerusalem es compon de 144.000 cristians ungits que serveixen en el cel com a reis i sacerdots sobre la terra. Aquesta creença està basada en Apocalipsi 21:2 a on la Nova Jerusalem es descriu com "una núvia vestida per al seu espòs», i aquest mateixa "núvia", Apocalipsi 21:9,10 la descriu com "la dona de l'Anyell". Finalment Apocalipsi 14:01 descriu els 144.000 ungits portant el nom de Crist. Considerant que l'esposa porta el nom del seu marit això representa una relació entre la dona de l'Anyell i els 144.000, per tant vinculant la identitat dels 144.000 amb l'esposa de l'Anyell i de retorn també com la Nova Jerusalem.

## Fe bahà'í
La Fe bahà'í considera a la Nova Jerusalem, com la renovació de la religió que té lloc aproximadament cada mil anys i que assegura la prosperitat de la humanitat.
`Abdu'l-Bahá, fill de Bahà'u'llàh, explica a més que la Nova Jerusalem que baixa del cel, no és una ciutat real que es renova, sinó la llei de Déu, ja que baixa del cel a través d'una nova revelació i que es renova.
Shoghi Effendi, el Guardià de la Fe Bahá'í, va declarar que específicament el llibre de Bahà'u'llàh de les lleis, la Kitáb-i-Aqdas, és la nova Jerusalem.

## Església de Déu Societat Missionera Mundial
Segons aquesta denominació la nova Jerusalem no és una ciutat literalment parlant, ni tan sols és una construcció (Ap 21: 22), la nova Jerusalem no pot representar a l'església perquè l'església és la congregació dels fidels cristians que pateixen de set espiritual i no poden ser ells mateixos la seva mare, ni donar l'aigua de la vida. Només Déu pot donar-nos a beure l'aigua de la vida (vida eterna) a l'antic testament, és a dir l'època del Pare l'únic que ens podia donar l'aigua de la vida, era Déu Pare Jehovà (Jeremies 02:13). En el nou testament, a l'època del Fill, Jesús era qui lliurava l'aigua de la vida (Joan 4:14) perquè Jesús és Déu en la carn (Romans 9:5)
i en aquesta última època, l'època de l'Esperit Sant l'aigua de la vida ens la donen L'Esperit i l'Esposa (Jerusalem celestial, la nostra Mare) Ap 22:17, per tant, Jerusalem és Déu Mare qui es revela a tota la humanitat des del Gènesi (1:26).

## Altres interpretacions
La Jerusalem celestial també és anomenada com "El tron de Déu" (Jeremies 03:17).
Apocalipsi 22:1 esmenta que l'Anyell i El tron de Déu (Jerusalem Celestial) són la font de l'aigua de la vida.